# Biochora
Biochora je prostorová jednotka, používaná v botanice, zoologii, geografii, ad. Úroveň a velikost jednotky se v každém z těchto oborů liší.
Biochora (biogeografie) je vyšší typologická (opakovatelná) jednotka biogeografického členění ČR. Biochora člení území bioregionu na menší jednotky, které mají heterogenní ráz a vyznačují se svérázným zastoupením, uspořádáním, kontrastností a složitostí kombinace skupin typů geobiocénů. Tyto vlastnosti jsou dány kombinací vegetačního stupně, substrátu a reliéfu. Biochora tedy vychází z potenciálních podmínek krajinné sféry, zpravidla se ale vyznačuje i osobitým zastoupením aktuálních biocenóz. Velikost jednoho segmentu biochory bývá zpravidla v intervalu 0,5-102 km2.
Biochory jsou základními rámci pro:
- Vymezování reprezentativních biocenter regionálního významu a výjimečných biocenter místního významu
- Vymezování územního systému ekologické stability místního významu
- Hodnocení funkčnosti a reprezentativnosti regionálního ÚSES
- Vymezování nižších biogeografických jednotek, především skupin typů geobiocénů
- Biochory mohou sloužit jako zástupné územní jednotky pro hodnocení krajinného rázu
- Biochory začínají být užívány jako jednotky vhodné pro krajinné a územní plánování, především k definování přírodních podmínek

## Vymezení biochor v Česku
Na území Česka bylo vymezeno 366 typů biochor (celkem 9 186 segmentů biochor - uzavřených polygonů). Průměrná plocha jednoho segmentu biochory je kolem 8 km2. V hercynské podprovincii bylo vymezeno 330 typů biochor, v polonské jen 23 typů, v západokarpatské 66 typů a v severopanonské 29 typů. V jednotlivých bioregionech bylo vymezeno 2 až 49 typů biochor a 2 až 381 segmentů biochor. Z hlediska hodnocení krajinného rázu je biochora základní jednotku. Charakteristiky všech 366 typů biochor jsou obsahem publikace CULEK, Martin, a kol. Biogeografické členění České republiky II. díl.

## Názvosloví
Název biochora je používán např. dle Bučka et al. (1991) pro vyjádření jednotky bioty a neživé přírody (Köppen 1900), jako životní prostorové jednotky krajiny a ekosystémů je chápe Schmithüsen (1968), jako jednotky dělení vegetace v regionální dimenzi je pojímá Zlatník (1975) a Rejmers (1980) definuje biochoru jako soubor shodných biotopů. Pojem biochora vychází však především z terminologie užívané německou školou geografie krajiny (Neef 1967). Tato škola zavedla jednotky s příponou -chory. Tyto jednotky mají hierarchickou úroveň, a to mikrochory, mezochory a makrochory. V geografii pak existují i chory s předponami např. geochory nebo pedochory.

## Označení biochory

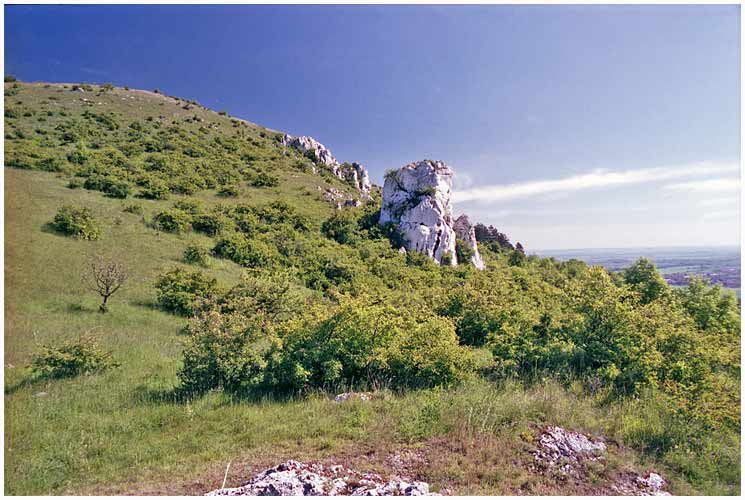
-2IA Izolované vrchy na vápencích suché oblasti 2. v.s. - PR Růžový vrch

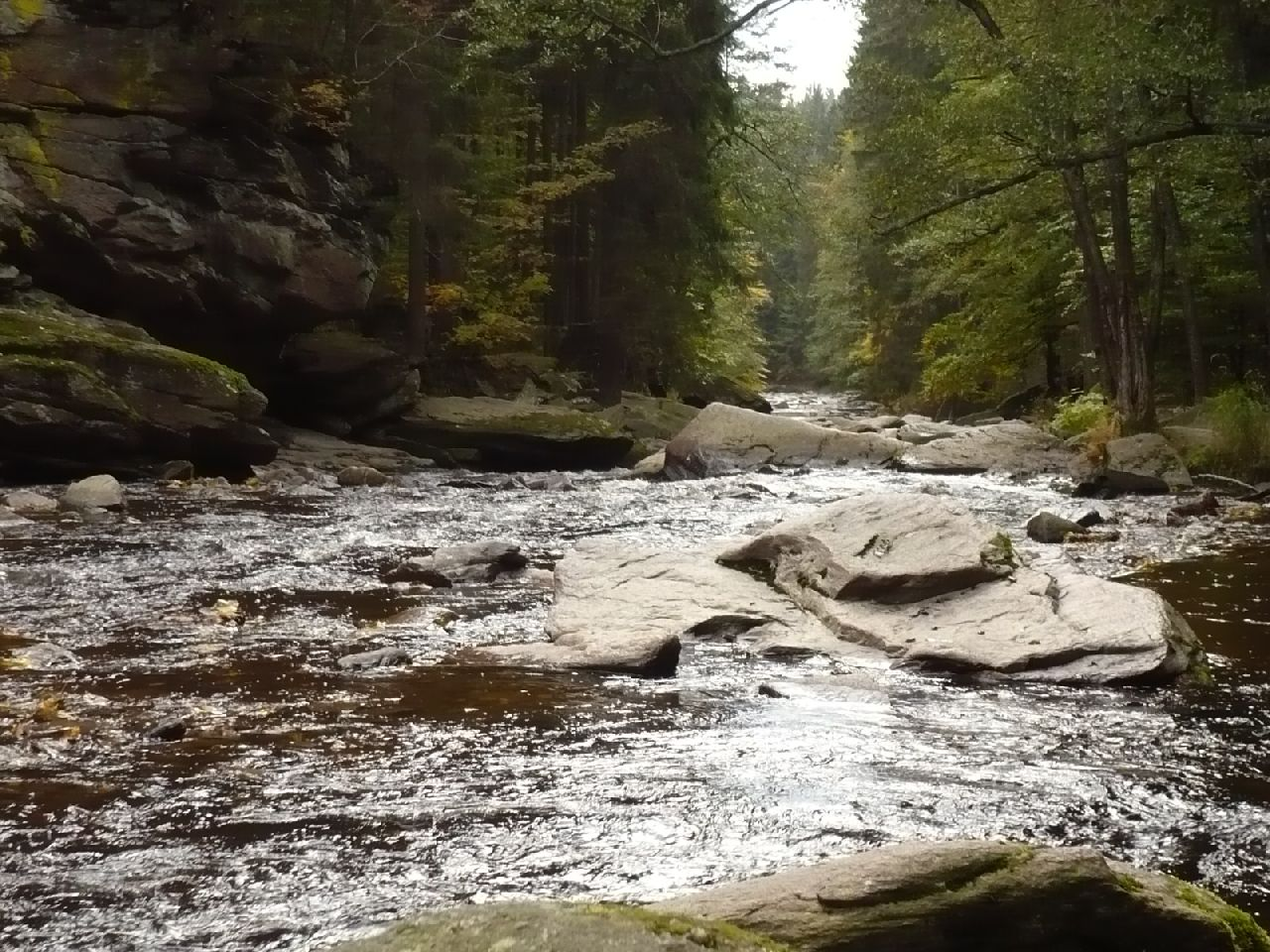
5US Zaříznutá údolí v kyselých metamorfitech 5. v.s. - PR Zemská brána

Pro snadnou identifikaci typů biochor byl vytvořen čtyřmístný kód složený z jednoho znaménka, jedné číslice a dvou písmen. Proto například typ biochory Izolované vrchy na vápencích suché oblasti 2. v.s. je označen -2IA.
1. znaménko - uvádí se pouze znaménko "-" (minus), je však uvedeno pouze u biochor v případě, že se nacházejí oblasti srážkově relativně chudé.
2. číslice - vyjadřuje převažující vegetační stupeň v biochoře. Je použito členění podle A. Zlatníka, který pro ČR vymezil 8 vegetačních stupňů:
| - 1. dubový - 2. bukodubový - 3. dubobukový - 4. bukový | - 5. jedlobukový - 6. smrkojedlobukový - 7. smrkový - 8. klečový |

3. písmeno - vyjadřuje druh georeliéfu, v rámci ČR bylo vymezeno celkem 18 kategorií georeliéfu:
| - A - antropogenní georeliéf (haldy, navážky, doly) - B - rozřezané plošiny (s mělkými údolími) - D - sníženiny (deprese, zpravidla podmáčené) - H - hornatiny - I - izolované vrchy (zpravidla neovulkanické kužely) - K - ledovcové kary - L - širší nivy (luhy) - N - užší nivy - P - pahorkatiny | - Q - pahorkatiny se skalními městy - R - plošiny (roviny) - S - svahy - T - podmáčené roviny (mimo nivy) - U - údolí (výrazná zaříznutá) - V - vrchoviny - W - vrchoviny se skalními městy - Y - hornatiny se skalními městy - Z - hřbety (výrazné) |

4. písmeno - označuje v typu biochory půdní substrát a jeho vlhkost. Substráty normálně vlhké a suché jsou vyznačeny písmeny velké abecedy, substráty vlhké jsou označeny písmeny malé abecedy. Bylo vymezeno 23 substrátů normálně vlhkých a suchých a 8 typů substrátů vlhkých.
| - A - vápence - B - slíny (slínovce, vápnité jíly) - C - (převážně) slínité flyše - D - opuky - E - spraše (a sprašové hlíny) - F - vápnité pískovce - H - hadce - I - bazické neovulkanity | - J - (slabě) bazické krystalinikum - K - (převážně) pískovcový flyš - L - neutrální permské sedimenty - M - droby (a slepence a břidlice Č. masivu) - N - zahliněné štěrkopísky - O - neutrální vulkanity - P - neutrální plutonity - Q - "pestré" metamorfity | - R - kyselé plutonity - S - kyselé metamorfity - T - křemence (a silicity) - U - (terasové) štěrkopísky - V - váté písky - W - (kyselé kvádrové) pískovce - X - kaolinické permské sedimenty |